# Adiantum dolosum
Adiantum dolosum är en kantbräkenväxtart som beskrevs av Kze. Adiantum dolosum ingår i släktet Adiantum och familjen Pteridaceae. Inga underarter finns listade.

## Bildgalleri

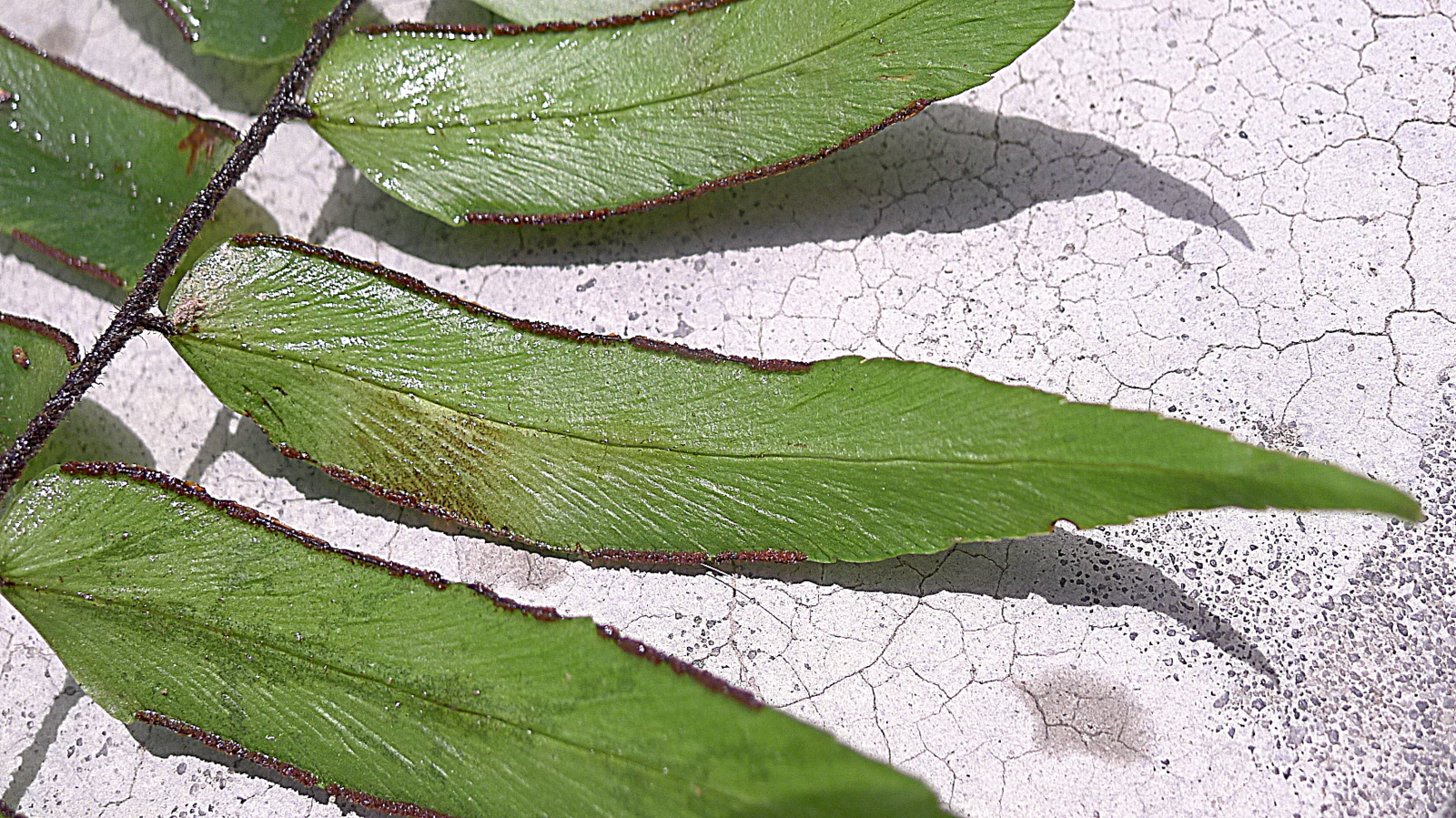
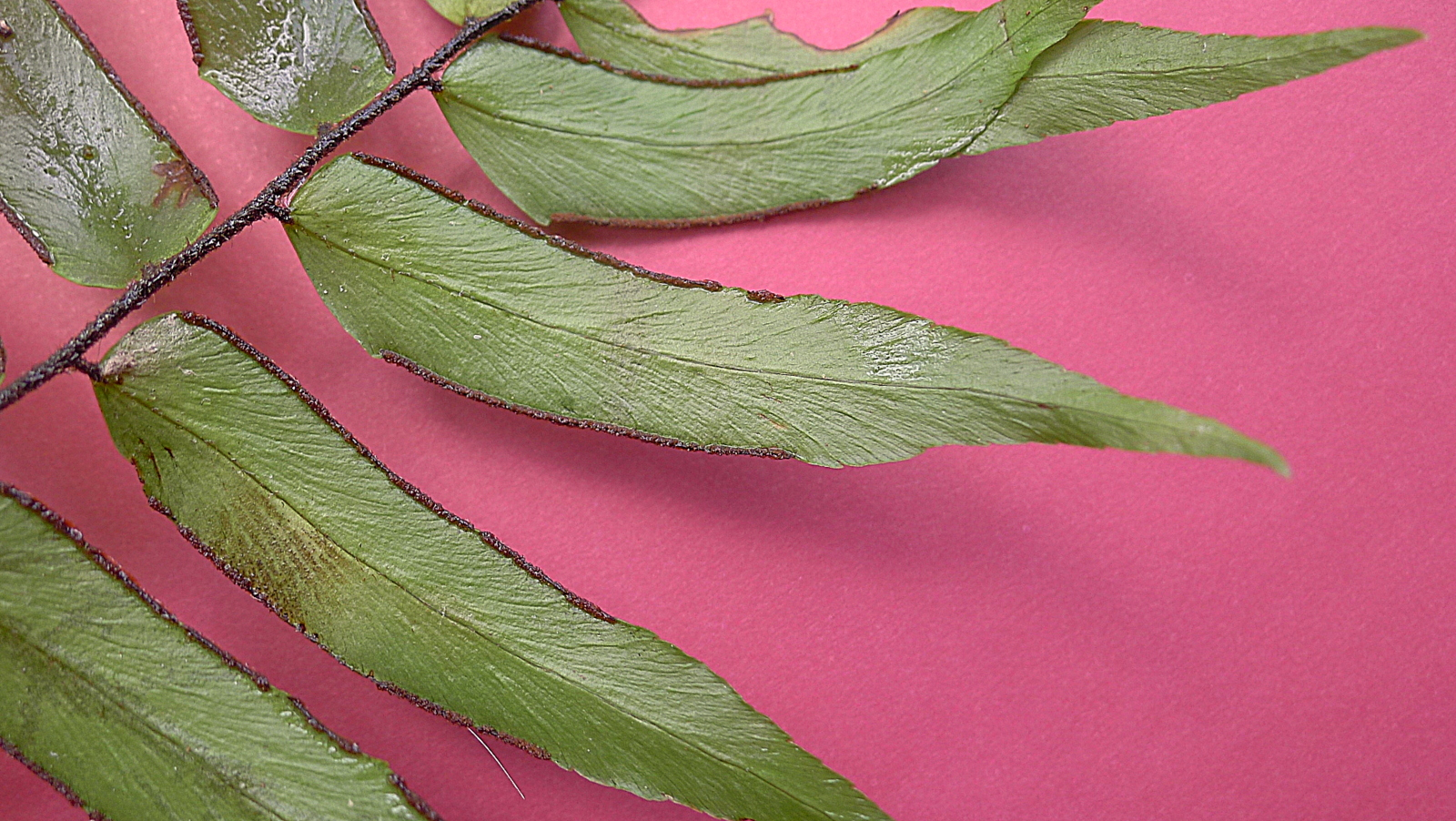
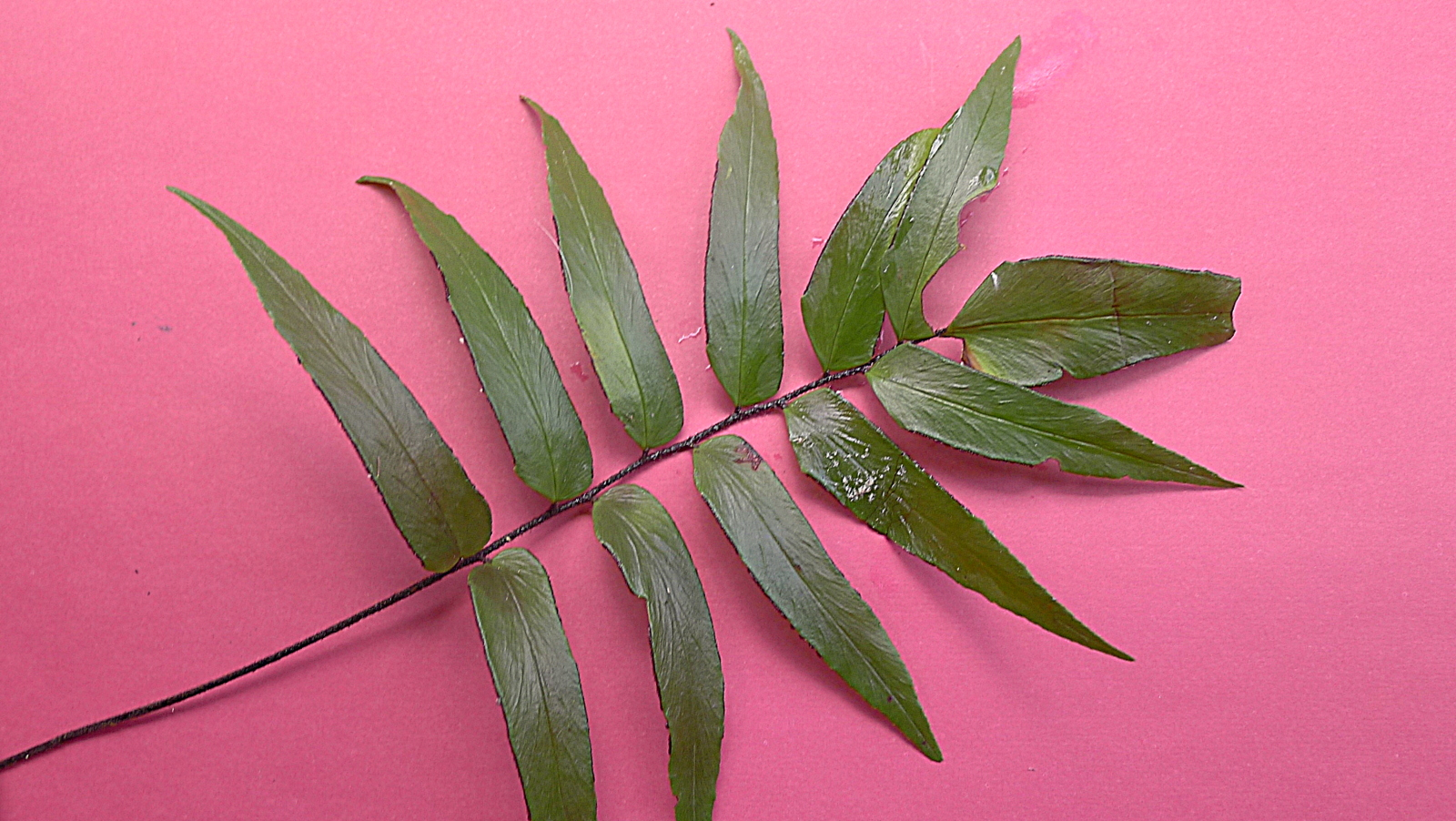
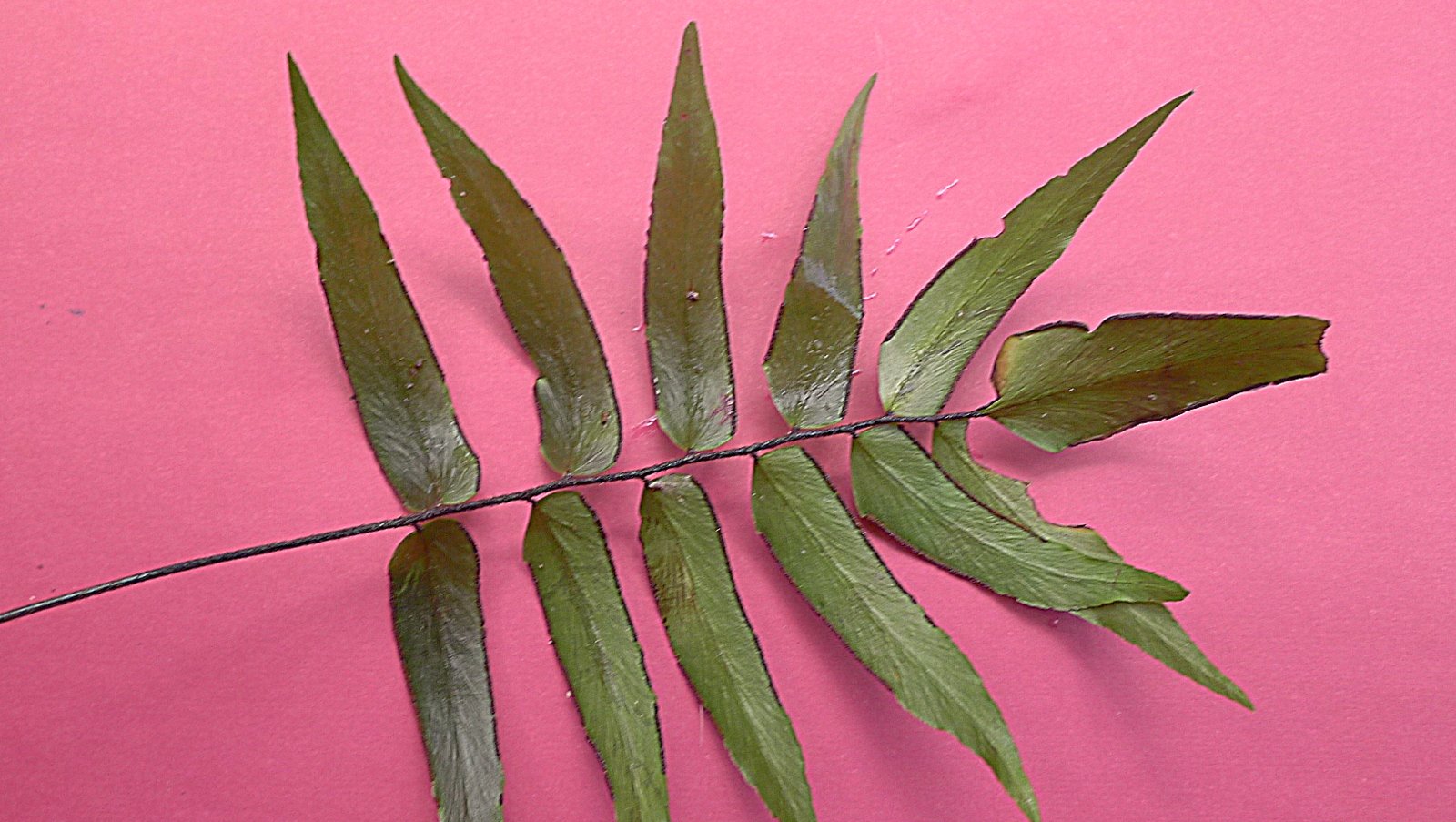
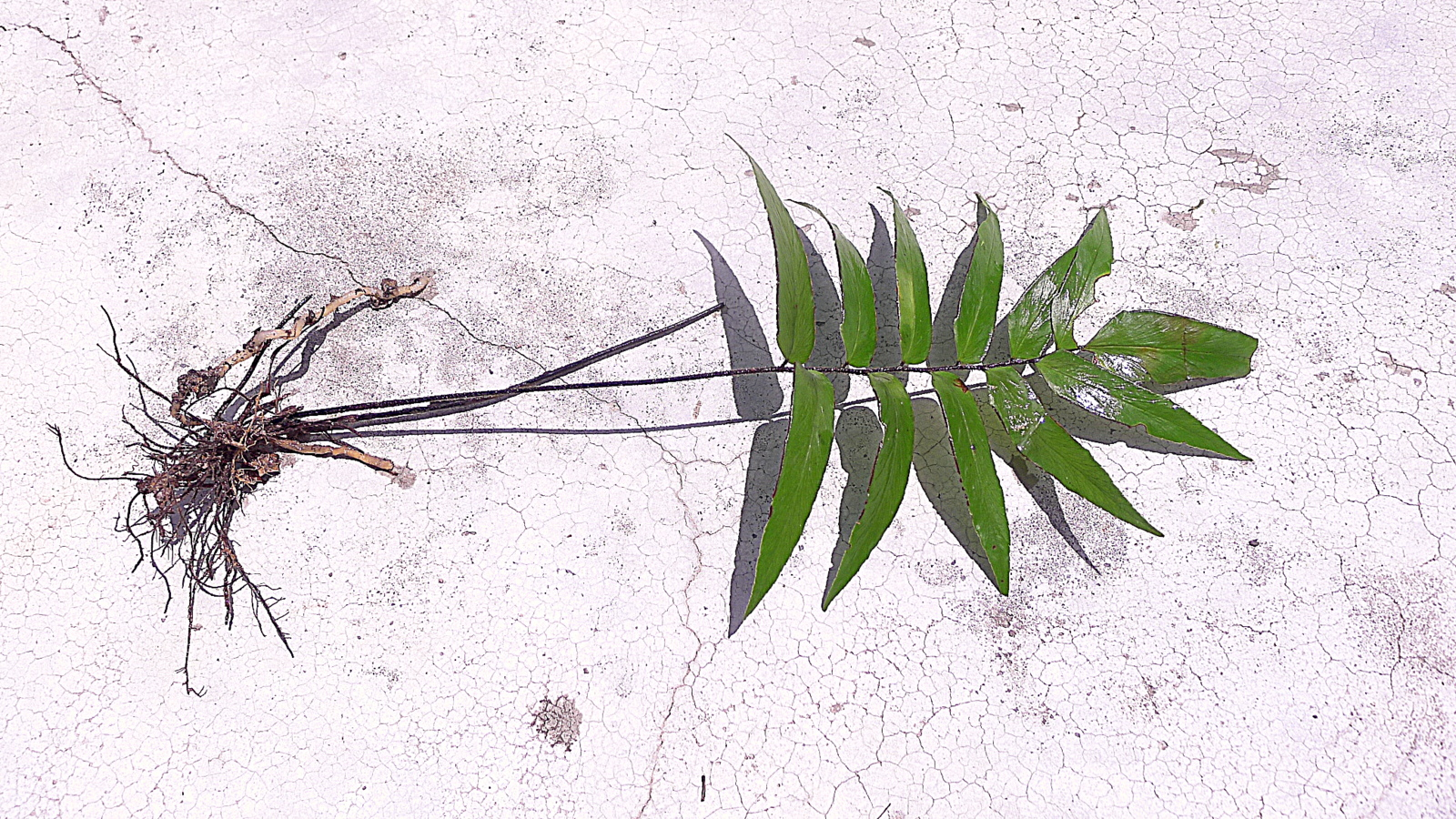
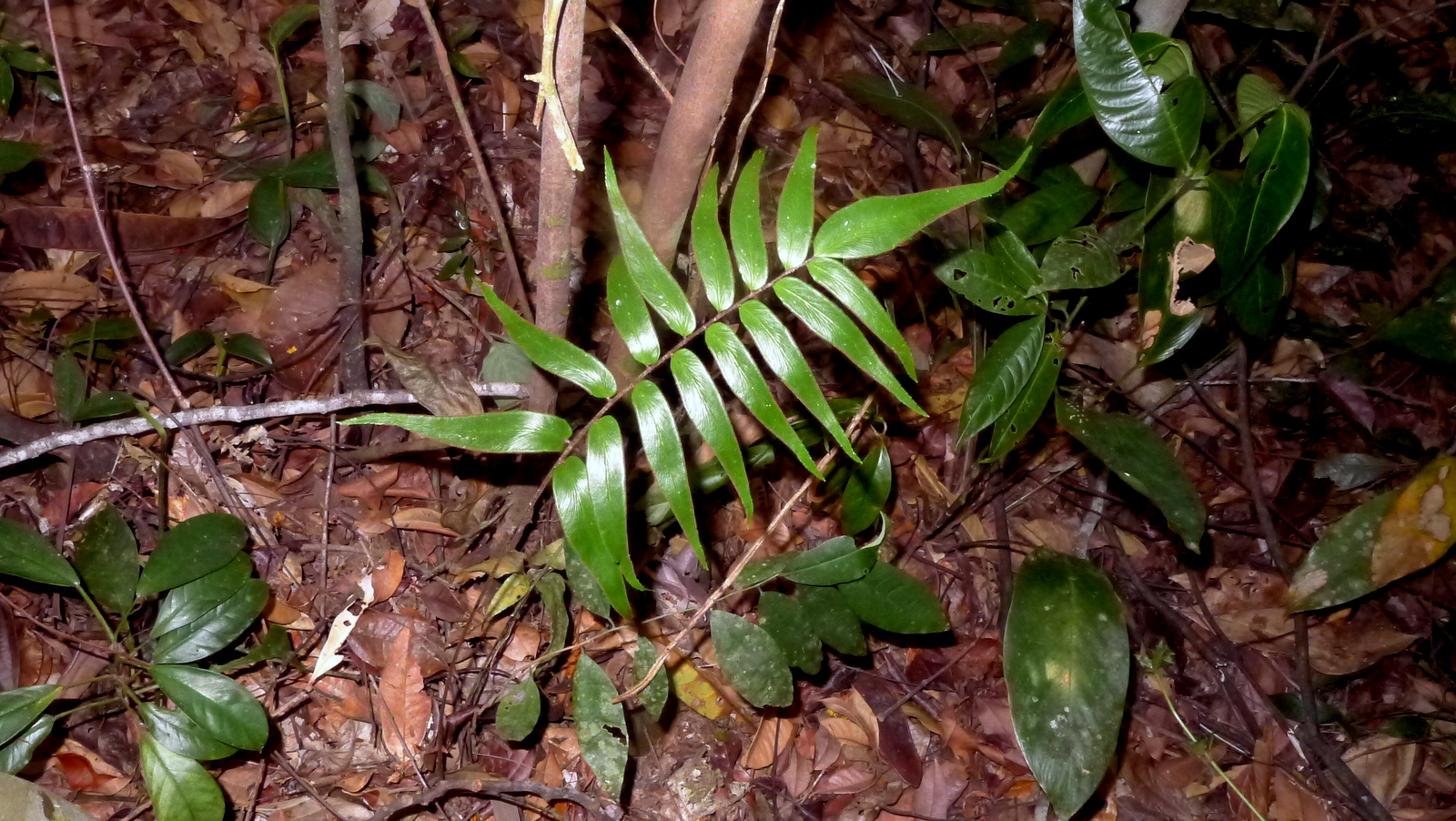